# Erica Leerhsen
Erica Leerhsen (Ossining, 14 febbraio 1976) è un'attrice statunitense.
Nota per le sue interpretazioni nei film horror Wrong Turn 2, Non aprite quella porta e Il libro segreto delle streghe: Blair Witch 2; ha partecipato anche a serie televisive di successo come Alias e The Guardian. 
Nel 2001 si è posizionata 96ª nella Maxim Hot 100 della rivista Maxim.

## Biografia

### Vita personale
Nata il giorno di san Valentino nella comunità di Ossining (New York), cresce con le sorelle Nora e Debbie. Suo padre, Charles Leerhsen, è stato un redattore della rivista US Magazine (dal 2000 nota come US Weekly).
Frequenta la St. Augustine's School, la Ossining High School (dove entra nel gruppo corale della scuola), e si laurea nel 1998 presso la Boston University College of Fine Arts. Nello stesso anno la BFA le assegna un summa cum laude per gli ottimi risultati ottenuti in recitazione.
Risiede a Los Angeles, dove frequenta corsi di basket e yoga; nel tempo libero si dedica inoltre al jogging. È inoltre in buoni rapporti con l'attrice Emily Deschanel, con la quale ha in comune l'aver frequentato lo stesso college.

### Carriera
Il suo primo ruolo da protagonista è nel cortometraggio Junior Creative (2000), per il quale ottiene buone critiche. Nello stesso anno partecipa al casting di Blair Witch 2, dove le è assegnato il ruolo di protagonista, inizialmente previsto per Kim Director.
Nel 2001 approda nel mondo della televisione, interpretando un'istruttrice di tennis con tendenze omosessuali in un episodio della serie I Soprano.
Nel 2002 lavora con Woody Allen nel film Hollywood Ending, in cui ha un ruolo di supporto. Il successo arriva un anno dopo, quando viene scritturata come co-protagonista dell'horror Non aprite quella porta, ricevendo l'"Arrow in the Head's Mistress of the Year 2003" per la sua interpretazione. Nel 2003 lavora nuovamente con Woody Allen nella commedia Anything Else.
Nel 2004 recita nel film indipendente The Warrior Class e fa una breve comparsa in A Second Hand Memory.
Nella stagione 2006-2007 recita in vari blockbuster come Crazy in Love (2005) e Wrong Turn 2 - Senza via di uscita (2007). Ha un ruolo di medio spessore nell'horror televisivo Living Hell (2008). È nuovamente diretta da Woody Allen nella commedia romantica Magic in the Moonlight (2014).

## Filmografia

### Cinema
- Il libro segreto delle streghe: Blair Witch 2 (Book of Shadows: Blair Witch 2), regia di Joe Berlinger (2000)
- Hollywood Ending, regia di Woody Allen (2002)
- Anything Else, regia di Woody Allen (2003)
- Non aprite quella porta (The Texas Chainsaw Massacre), regia di Marcus Nispel (2003)
- The Warrior Class (2004)
- Little Athens (2005)
- Crazy in Love (Mozart and the Whale), regia di Petter Næss (2005)
- Wrong Turn 2 - Senza via di uscita (Wrong Turn 2: Dead End), regia di Joe Lynch (2007)
- Lonely Joe (2009)
- First Dates (2010)
- The Butterfly Room - La stanza delle farfalle (The Butterfly Room), regia di Gionata Zarantonello (2012)
- The Message (2012)
- Magic in the Moonlight, regia di Woody Allen (2014)

### Televisione
- The Guardian – serie TV, 13 episodi (2001-2002)
- I Soprano (The Sopranos) – serie TV, episodio 3x01 (2001)
- Alias – serie TV, episodi 3x09-3x10 (2003)
- Ghost Whisperer - Presenze (Ghost Whisperer) – serie TV, episodio 1x07 (2005)
- CSI: Miami – serie TV, episodio 4x12 (2006)
- Living Hell - Le radici del terrore (Living Hell), regia di Richard Jefferies – film TV (2008)
- The Good Wife – serie TV, 4 episodi (2010)
- Person of Interest – serie TV, 1 episodio (2012)

### Cortometraggi
- Junior Creative (2000)
- Pacific Standard (2014)

## Doppiatrici italiane
Nelle versioni in italiano delle opere in cui ha recitato, Erica Leerhsen è stata doppiata da:
- Monica Ward in Crazy in Love, Hollywood Ending, Anything Else e in Wrong Turn 2 - Senza via di uscita
- Rossella Acerbo ne Il libro segreto delle streghe, Non aprite quella porta, Ghost Whisperer
- Laura Latini in The Butterfly Room
- Valentina Mari in Person of Interest
- Francesca Fiorentini in Magic in the Moonlight